# Гута-Стшельце
Гута-Стшельце (пол. Huta-Strzelce) — село в Польщі, у гміні Ласін Ґрудзьондзького повіту Куявсько-Поморського воєводства.
Населення — 159 осіб (2011).
У 1975-1998 роках село належало до Торунського воєводства.

## Демографія
Демографічна структура станом на 31 березня 2011 року:
|          | Загалом | Допрацездатний вік | Працездатний вік | Постпрацездатний вік |
| -------- | ------- | ------------------ | ---------------- | -------------------- |
| Чоловіки | 83      | 28                 | 51               | 4                    |
| Жінки    | 76      | 20                 | 42               | 14                   |
| Разом    | 159     | 48                 | 93               | 18                   |